# 2012年NBA總決賽
2012年NBA总决赛是2011-12 NBA賽季的最後一場系列賽程，於2012年6月12日至6月26日（北京時間）進行，由東部聯盟冠軍邁阿密熱火對西部聯盟冠軍俄克拉何马城雷霆對決。比賽採用七戰四勝制2-3-2的主客場形式，降低了優先球隊的主場優勢。最终迈阿密热火以 4-1 获得总冠军。
此次總決賽是1998年（犹他州的犹他爵士）後，首度沒有西岸球隊來自加利福尼亞州及德克薩斯州。

### 季後賽成績
| 俄克拉何马城雷霆                                      | 俄克拉何马城雷霆 | 邁阿密熱火 | 邁阿密熱火                                            |
| ----------------------------------------------------- | ---------------- | ---------- | ----------------------------------------------------- |
| 47-19 (.712) 西北賽區第一名，西部第二名，全聯盟第三名 | 常規賽           | 常規賽     | 46-20 (.697) 東南賽區第一名，東部第二名，全聯盟第四名 |
| 4-0擊敗達拉斯小牛                                     | 第一輪           | 第一輪     | 4-1擊敗紐約尼克                                       |
| 4-1擊敗洛杉磯湖人                                     | 分區半決賽       | 分區半決賽 | 4-2擊敗印第安那溜馬                                   |
| 4-2擊敗聖安東尼奧馬刺                                 | 分區決賽         | 分區決賽   | 4-3擊敗波士頓塞爾提克                                 |

## 常規賽比數
俄克拉何马城雷霆和邁阿密熱火在雙方的兩次的常規賽對陣中各在主場拿下勝利。
| 2012年3月25日 |

|  |

| 邁阿密熱火 87–103 俄克拉何马城雷霆 |

| 2012年4月4日 |

|  |

| 俄克拉何马城雷霆 93–98 邁阿密熱火 |

## 比賽摘要
所有時間為美國東岸時間(北美东部时区)。(UTC−4)
| 6月12日 9:00 pm |

| Recap |

| 邁阿密熱火 94–105 俄克拉何马城雷霆                                   |  |                                                                         |
| 每節分數： 29–22、25–25、19–27、21–31                                |  |                                                                         |
| 得分： 勒邦·占士 30 篮板： 烏杜尼斯·哈斯勒姆 11 助攻： 德懷恩·韋迪 8 |  | 得分： 奇雲·杜蘭特 36 篮板： 尼克·科里森 10 助攻： 拉塞尔·威斯布鲁克 11 |

| 6月14日 9:00 pm |

| Recap |

| 邁阿密熱火 100–96 俄克拉何马城雷霆                          |  |                                                                              |
| 每節分數： 27–15、28–28、23–24、22–29                       |  |                                                                              |
| 得分： 勒邦·占士 32 篮板： 基斯·保殊 15 助攻： 占士, 韋迪 5 |  | 得分： 奇雲·杜蘭特 32 篮板： 帕金斯, 威斯布鲁克 8 助攻： 拉塞尔·威斯布鲁克 7 |

| 6月17日 8:00 pm |

| Recap |

| 俄克拉何马城雷霆 85–91 邁阿密熱火                                    |  |                                                                      |
| 每節分數： 20–26、26–21、21–22、18–22                                |  |                                                                      |
| 得分： 奇雲·杜蘭特 25 篮板： 肯德里克·帕金斯 12 助攻： 詹姆斯·哈登 6 |  | 得分： 雷霸龍·詹姆士 29 篮板： 雷霸龍·詹姆士 14 助攻： 德韋恩·韋德 7 |

| 6月19日 9:00 pm |

| Recap |

| 俄克拉何马城雷霆 98–104 邁阿密熱火                                           |  |                                                            |
| 每節分數： 33–19、16–27、25–33、23–25                                        |  |                                                            |
| 得分： 拉塞尔·威斯布鲁克 43 篮板： 詹姆斯·哈登 10 助攻： 拉塞尔·威斯布鲁克 5 |  | 得分： 勒邦·占士 26 篮板： 勒邦·占士 9 助攻： 勒邦·占士 12 |

| 6月21日 9:00 pm |

| Recap |

| 俄克拉何马城雷霆 106–121 邁阿密熱火                                    |  |                                                             |
| 每節分數： 26–31、23–28、22–36、35–26                                  |  |                                                             |
| 得分： 凯文·杜兰特 32 篮板： 凯文·杜兰特 11 助攻： 拉塞尔·威斯布鲁克 6 |  | 得分： 勒邦·占士 26 篮板： 勒邦·占士 11 助攻： 勒邦·占士 13 |
| 熱火4–1擊敗雷霆 奪得2012年NBA總冠軍                                    |  |                                                             |

## 外部連結
- 2012年NBA總決賽官方網站
- 2012年NBA總決賽（页面存档备份，存于）在ESPN的頁面
- 2012年NBA總決賽Archive.today的存檔，存档日期2014-10-01在Basketball-Reference.com的頁面